# Cristina Saralegui
Cristina Saralegui (ur. 29 stycznia 1948 w Hawanie) – amerykańska aktorka, dziennikarka i osobowość telewizyjna pochodzenia kubańskiego.

## Życiorys
Cristina Saralegui urodziła się 29 stycznia 1948 roku. Mając 12 lat jej rodzina uciekła po rewolucji kubańskiej i osiedlili się w Miami, gdzie uczęszczała do katolickiej szkoły i na Uniwersytet w Miami. Rozpoczęła karierę w magazynie Vanidades, a w 1979 roku została redaktorem naczelnym magazynu Cosmopolitan. Była gospodarzem programu telewizyjnego El Show de Cristina i aktorką. Posiada swoją gwiazdę na Hollywoodzkiej Alei Gwiazd.

## Filmografia
Seriale
- 2001: Taina
- 2002: George Lopez jako Lydia

Filmy
- 1995: Man of the Year jako ona sama